# Сельское поселение «Деревня Плюсково»
Сельское поселение «Деревня Плюсково» — муниципальное образование в Козельском районе Калужской области.
Административный центр — деревня Плюсково.

## Населённые пункты
В состав сельского поселения входят 13 населённых пунктов:
- сёла: Ильинское, Коробки, Перестромы, Пронино, Сбылево.
- деревни: Плюсково, Антипово, Берды, Егорье, Жильково, Зарочино, Лужнево, Нешенка,

## Население
| 2010 | 2012 | 2013 | 2014 | 2015 | 2016 | 2017 |
| ---- | ---- | ---- | ---- | ---- | ---- | ---- |
| 297  | ↘286 | ↘267 | ↘256 | ↘242 | ↘233 | ↘221 |
| 2018 | 2019 | 2020 | 2021 |      |      |      |
| ↘209 | ↗211 | →211 | ↗245 |      |      |      |